# Droit de veto (album de Koffi Olomidé)
 (février 2024).
Si vous disposez d'ouvrages ou d'articles de référence ou si vous connaissez des sites web de qualité traitant du thème abordé ici, merci de compléter l'article en donnant les références utiles à sa vérifiabilité et en les liant à la section « Notes et références ».
 (février 2020).
Droit de veto est le quatrième album du chanteur congolais Koffi Olomidé. Il est paru en novembre 1998 sous le label Sonodisc. Cet album est aussi le dernier pour quelques membres qui quitteront l'année suivante pour créer leur groupe, Quartier Latin Académia, dirigé et fondé par Dolce Parabolique Somono, Lebou Kabuya, Pathy Bass, Bouro Mpela, Sam Tshintu, Modogo Abarambwa et Mbochi Lipasa.
L'année 1998 est marquée par la sortie, fin décembre de l'album Droit de veto, qui devient le premier disque d'or du Quartier Latin, ainsi que par ses productions scéniques : le 29 août à l'Olympia de Paris, le 7 novembre au Zénith de Paris pour la première fois, et au Brixton Academy.

## Histoire
En août 1998, le chanteur Koffi Olomidé conduit son groupe Quartier Latin à l'Olympia de Paris, et en novembre, l'album sort en CD.

## Liste des titres
| No  | Titre         | Auteur                                       | Durée |
| --- | ------------- | -------------------------------------------- | ----- |
| 1.  | Rond Point    | Koffi Olomidé & Quartier Latin International | 7:50  |
| 2.  | Urgence       | Binda Bass                                   | 7:38  |
| 3.  | Likombe       | Geco Bourro Mpela                            | 5:16  |
| 4.  | Prototype     | Mbochi Lipasa Bola                           | 7:25  |
| 5.  | Zaniha        | Koffi Olomidé et Ondoma Motema               | 3:54  |
| 6.  | Shopping      | Savanet Depitcho Mbemba                      | 6:48  |
| 7.  | Droit de Veto | Koffi Olomidé                                | 6:37  |
| 8.  | Retour Riva   | Champion Djikapela                           | 8:06  |
| 9.  | Sens Inverse  | Do Akongo                                    | 4:05  |
| 10. | Rafiki        | Beniko Popolipo                              | 5:51  |
| 11. | Plus Jamais   | Pathy Bass                                   | 6:03  |
| 12. | Nyandja       | Nseka Kudiféléla                             | 6:01  |